# Origin2000
Origin2000 ist ein massiv paralleler Computer von Silicon Graphics (SGI), der 1996 vorgestellt wurde. Es handelt sich um ein ccNUMA-System mit verteiltem, gemeinsam genutztem Speicher (Distributed Shared Memory, DSM) bei dem bis zu 512 MIPS R10000-, R12000- oder R14000-Prozessoren mit bis zu 600 MHz über NUMAlink genannte Hochgeschwindigkeitsverbindungen gekoppelt werden.

## NUMAlink Verbindungsnetzwerk
Die Prozessoren eines Origin2000 sind paarweise an einen Hub genannten Crossbar-Switch angeschlossen. Diese Hubs sind untereinander über ein Netzwerk von NUMAlinks verbunden, die einen Hyperwürfel bilden und an deren Knoten Router sitzen. Da die Router-Chips nur sechs NUMAlink-Verbindungen haben, muss ab 64 Prozessoren zu einer Fat-Hypercube-Topologie übergegangen werden. Die NUMAlinks transportieren bidirektional 1,6 Gigabytes.
Zu Anfang wurde statt NUMAlink die Bezeichnung CrayLink verwendet, um auf die ebenfalls 1996 erfolgte Übernahme von Cray Research hinzuweisen. Cray-Technologie wurde aber erst in der nächsten NUMAlink-Generation verwendet.

## XIO Ein-/Ausgabesystem
Die Hubs verbinden die Prozessoren neben NUMAlink und Speicher auch mit den XBow- Ein-/Ausgabe-Crossbar-Switches an die insgesamt acht Ein-/Ausgabe- oder Prozessorkarten angeschlossen werden können. Die verwendete XIO-Verbindung ist elektrisch mit den NUMAlinks identisch, das Protokoll ist aber für Ein-/Ausgabe optimiert und nicht routingfähig. Wie die NUMAlinks überträgt XIO bidirektional 1,6 GB, d. h. eine XIO-Karte kann Daten mit 800 MB/s in den Origin2000 übertragen.

## Mechanischer Aufbau
Jeder Origin2000 besteht aus einem oder mehreren Compute-Modulen, von denen jeweils zwei in einen 19-Zoll-Schrank eingebaut werden. Jedes Compute-Modul nimmt ein bis vier Prozessor-Boards mit je zwei Prozessoren und bis zu vier Gigabyte Speicher auf. Auf der Backplane der Module sind zwei XBow-Ein-/Ausgabe-Crossbars montiert, die den Anschluss von bis zu 12 XIO-Karten erlauben. Standardmäßig ist eine BaseIO genannte Karte montiert, die Konsolenanschluss, Netzwerk und Massenspeicheranschluss (SCSI) bereitstellt.
In einen überbreiten XIO-Steckplatz kann ein PCI-Cardcage eingesetzt werden, der die Montage von bis zu drei PCI66-64-Karten erlaubt.
Weiterhin können in jedes Computer-Modul zwei Router-Boards eingesetzt werden, um es via NUMAlink mit anderen Computer-Modulen zu verbinden. Jedes Modul kann mit zwei CD-ROM- und/oder DAT-Laufwerken und bis zu sechs SCSI/SCA-Festplatten bestückt werden.
Im Ausbau mit mehr als 64 Prozessoren muss zu den Schränken mit Computer-Modulen ein weiterer Meta-Router-Schrank hinzukommen, um die Erweiterung auf Fat-Hypercube-Topologie zu realisieren. Somit umfasst ein Origin2000 im Maximalausbau mit 512 Prozessoren 33 19-Zoll-Schränke.

## Grafik-Erweiterung zur Onyx2
Durch Hinzufügen eines oder mehrerer Graphics-Module mit je einer oder zwei InfiniteReality-Grafik-Pipes kann ein Origin2000 zu einem Onyx2 erweitert werden. In dieser, von SGI als Grafik-Supercomputer bezeichneten Kombination kann an jedes Compute-Modul über XIO bis zu zwei Graphics-Module mit zwei Pipes angeschlossen werden. Dies ermöglicht den Aufbau komplexer Simulations- und Visualisierungsanwendungen.

## Programmierung
Wie alle NUMAlink-Systeme von SGI wird der Origin2000 wie ein normales SMP-System programmiert, d. h. es sind keine besonderen Vorkehrungen zur Verteilung der Aufgaben auf die Prozessoren oder zur Kommunikation der Prozesse notwendig. Dies wird automatisch vom IRIX-Betriebssystem in Zusammenarbeit mit der Hardware übernommen. Erst wenn man die letzten 5 % Leistung benötigt, muss man die verwendete Software für das ccNUMA-System optimieren. Aber auch für Cluster-Systeme geschriebene Programme können über eine angepasste MPI-Implementierung leicht portiert werden.